# Kranjec
A Kranjec szlovén családnév.

## Híres Kranjec nevű személyek
- Marko Kranjec (1940) szlovén közgazdász
- Matjaž Kranjec (1955) szlovén újságíró
- Miško Kranjec (1908–1983) szlovén író
- Robert Kranjec (1981) szlovén síugró
- Kranjecz Zsuzsanna (1964) magyar kosárlabdázó